# Synagoge (Herxheim bei Landau/Pfalz)
Die Synagoge in Herxheim bei Landau/Pfalz, einer Ortsgemeinde im Landkreis Südliche Weinstraße in Rheinland-Pfalz, wurde 1841/42 errichtet. Die Synagoge stand an der Oberen Hauptstraße 18.

## Geschichte und Beschreibung
Mit der Planung der Synagoge wurde der bekannte Architekt August von Voit (1801–1870) beauftragt. Er entwarf für Herxheim ein jüdisches Gemeindezentrum, bei dem hinter zwei etwa fünf Meter breiten eingeschossigen Häusern, die Lehrerwohnung und die jüdische Schule, die Synagoge zurückgesetzt stand. Der Hauptraum der Synagoge war 15 mal 10 m groß. Vom Vorraum aus erreichte man die Frauenempore.
Ende des 19. Jahrhunderts wurde die Ausstattung der Synagoge teilweise erneuert. 1923/24 wurden die beiden Vordergebäude miteinander verbunden, aufgestockt und zu einem Wohnhaus umgebaut.
Beim Novemberpogrom 1938 wurde die Synagoge durch Nationalsozialisten geschändet, wobei die Inneneinrichtung völlig zerstört wurde. Bürgermeister Knecht ordnete wenig später den Abbruch der Synagoge an. Die Abbruchkosten wurden mit dem Erwerb des Grundstückes durch die politische Gemeinde beglichen.

## Gedenken
Seit 1988 befindet sich zusammen mit einem aufgefundenen Ornamentstein vom Almemor oder Toraschrein eine Gedenktafel am Standort der Synagoge.